# اشمر (ویرجینیا)
اشمر (به انگلیسی: Ashmere) یک منطقهٔ مسکونی در ایالات متحده آمریکا است که در شهرستان البمارل، ویرجینیا واقع شده‌است.